# 齊宣公
齊宣公（？—前405年），姜姓，名積，齊平公之子。齊宣公時期，以田莊子（田白）為相，這時春秋時期已接近尾聲，齊宣公三年，發生三家分晉。齊宣公十五年，田莊子卒，子太公田和立。

## 生平
齊宣公四十三年，出兵伐晉，毀黃城（今山東冠縣以南），圍陽狐（今河北大名縣東北），隔年伐魯、葛、安陵，第三年又攻取魯國一座城池。齊宣公四十八年（前408年），取魯之郕邑（山東泗水縣西北五十里）魯孟孫氏滅亡。齊宣公五十一年（前405年），齊宣公積卒，子齊康公貸繼位。